# Die blaue Stunde (Roman)
Die blaue Stunde (englischer Originaltitel: The Blue Afternoon) ist der 1993 erschienene, mit mehreren Literaturpreisen ausgezeichnete sechste Roman von William Boyd. Die deutsche Übersetzung von Matthias Müller erschien 1995.
Die blaue Stunde ist sowohl Abenteuer- als auch Kriminalroman und erzählt die Geschichte einer großen, obsessiven Liebe in den Wirren der amerikanischen Besatzung der Philippinen sowie – in einer Rahmenhandlung – die verspätete Suche nach einer Frau.
Der Roman umfasst drei Teile von sehr unterschiedlicher Länge mit insgesamt 59 Kapiteln und einem kurzen Prolog.  Schauplätze sind Los Angeles, Manila und Lissabon. Der erste Teil in Los Angeles erstreckt sich über einen Zeitraum von wenigen Tagen im Jahr 1936, der zweite Teil über mehrere Monate in den Jahren 1902 und 1903 in Manila, der dritte Teil über fünf Tage im Jahr 1936 in Lissabon.

## Inhalt
Los Angeles 1936:
Kay Fischer arbeitet als aufstrebende Architektin in der kalifornischen Metropole Los Angeles. Eines Tages erhält sie Besuch von einem alten Mann, einem gewissen Dr. Salvador Carriscant, der behauptet, ihr wahrer Vater zu sein. Bislang war sie davon ausgegangen, dass ihr Vater, ein englischer Missionar, während eines Brandes 1903 auf Deutsch-Neuguinea ums Leben gekommen war – das jedenfalls behauptet ihre Mutter Annaliese Leys, die mit ihrem neuen Ehemann in Venice lebt.
Carriscant überzeugt Kay davon, mit ihm nach Santa Fé zu fahren, um einen gewissen Paton Bobby zu besuchen. Carriscant bleibt eine Erklärung schuldig, zeigt Kay allerdings ein Photo, auf dem die Frau eines Diplomaten zu sehen ist, die in Lissabon leben soll. Er bittet Kay, ihn nach Portugal zu begleiten, um diese Frau zu suchen. Kay, die zur gleichen Zeit einen Rückschlag in ihrer Architektenkarriere einstecken muss, willigt unter der Bedingung ein, dass Carriscant die Zusammenhänge preisgibt.
Carriscant ist der Sohn des schottischen, auf den Philippinen arbeitenden Eisenbahningenieurs Archibald Carriscant und der Philippinin Juliana, studierte Medizin in Glasgow und kehrte 1897 nach Manila zurück, um dort als Arzt zu praktizieren.
Manila 1902:
Dr. Salvador Carriscant arbeitet am San Jeronimo Krankenhaus in Manila und ist einer der angesehensten Chirurgen des Landes, liegt allerdings mit dem Leiter des Hospitals, Dr. Cruz, über Kreuz – Cruz ist entschiedener Gegner der modernen antiseptischen Operationsmethoden Carriscants.
Carriscant wird vom Leiter der amerikanischen Militärpolizei, Paton Bobby, zur Untersuchung eines Mordopfers herangezogen, das erste einer ganzen Reihe von ähnlichen Fällen in den kommenden Monaten, bei denen den Opfern das Herz entfernt wurde. Carriscant entwickelt in der Folge ein gutes Verhältnis zur amerikanischen Besatzungsmacht und ihren führenden Leuten, während im Gegensatz dazu sein Anästhesist und Freund Pantaleon Quiroga, ein begeisterter Flugpionier mit einem selbstgebauten Flugzeug, an der philippinischen Widerstandsbewegung beteiligt zu sein scheint. Eine Zufallsbegegnung Carriscants mit Delphine Sieverance, der Frau eines amerikanischen Offiziers, führt zu einem heimlichen Verhältnis, schließlich einer großen Liebe, für die Carriscant alles zu riskieren bereit ist, vor allem da er sich von seiner Frau Annaliese über die Jahre völlig entfremdet hat. Mit Hilfe eines riskanten Täuschungsmanövers schmuggelt er nach einigen Monaten voller riskanter heimlicher Treffen die schwangere Delphine außer Landes, wird aber kurz darauf wegen Mordes an Sieverance von Paton Bobby verhaftet.
Lissabon 1936:
In einer Rückblende erzählt Kay die „Prozessfarce“ gegen Carriscant nach, bei der er zu zwanzig Jahren Haft verurteilt wurde, von denen er sechzehn in Manila und schließlich auf Guam absitzen musste, obwohl ihm weder der Mord noch eine politische Verschwörung nachgewiesen werden konnten. Außerdem findet sie heraus, dass Annaliese 1903 in Manila doch noch schwanger geworden war und Carriscant tatsächlich ihr Vater ist. Carriscant erzählt ihr darüber hinaus, wie er während einer Reise zu seiner Mutter Zeuge eines amerikanischen Massakers an der philippinischen Zivilbevölkerung geworden war, und dass er im Übrigen davon ausgeht, dass Cruz die Morde in Manila begangen habe, um Experimente mit menschlichen Herzen durchführen zu können.
Schließlich suchen Kay und ihr Vater eine gewisse Senhora Lopes do Livio auf, die von alten Mitarbeitern der Botschaft als die Frau auf dem Photo erkannt worden ist – es ist Delphine. Und sie gesteht Carriscant, dass sie damals Sieverance ermordet hat.

## Themen und Motive
Wie in vielen Romanen Boyds spielt auch hier die Frage nach dem Verhältnis von Zufall und Notwendigkeit eine zentrale Rolle, nach der Macht und dem Einfluss zufälliger Ereignisse im Gegensatz zu einer Art unabwendbarer historischer Entwicklung.
Historisch angesiedelt sind Großteile des Romans im Philippinisch-amerikanischen Krieg – „Es war ein häßlicher kleiner Krieg … in gewisser Weise ist es ganz gut, dass die Welt ihn vergessen hat.“

## Auszeichnungen
- 1993: Sunday Express Book of the Year
- 1995: Los Angeles Times Book Prize für Fiktion

## Ausgaben
- Englische Originalausgabe:  The Blue Afternoon; Verlag Sinclair & Stevenson, London 1993
- Deutschsprachige Erstausgabe:  Die blaue Stunde, dt. von Matthias Müller; Rowohlt, Reinbek bei Hamburg 1995 (Taschenbuch). ISBN 3-499-13725-9
- Die blaue Stunde, gleiche Übersetzung, Berliner Taschenbuch-Verlag 2009 (Taschenbuch). ISBN 978-3-8333-0564-1
- Die blaue Stunde, gleiche Übersetzung, Kampa Verlag, Berlin 2020. ISBN 978-3-311-10007-2